# Anders Hennig
Anders Henning Hennig, född 22 maj 1864 i Jönköpings Kristina församling, Jönkköping, död 19 april 1918 i Oscars församling, Stockholm
, var en svensk paleontolog och geolog.
Hennig blev student 1883, filosofie doktor 1892, docent i geologi samma år, docent i geologi och hydrografi 1907, allt vid Lunds universitet, samt lektor vid Lunds allmänna läroverk 1905, varjämte han innehade förordnanden vid Geologisk-mineralogiska institutionen i Lund, Naturhistoriska riksmuseet och Sveriges geologiska undersökning. Han företog studieresor i en rad länder i Europa. Han bearbetade de geologiska samlingar, som Sven Hedin medförde från sina resor i södra Tibet 1906-08, och hans arbete utgör band V i Hedins stora verk om södra Tibet: Zur Petrographie und Geologie von Südwest-Tibet (1915). Hennig blev ledamot av Fysiografiska sällskapet i Lund 1900, tilldelades 1911 professors namn samt blev 1913 läroverksråd i Läroverksöverstyrelsen.
Hennigs publicerade arbeten är dels paleontologiska (i Lunds universitets årsskrift och Vetenskapsakademiens skrifter), behandlande fossila koraller, sjöborrar, mossdjur och musslor; särskilt mossdjur, tillhörande såväl silur- som krit-, tertiär- och kvartärperioderna, dels mineralogisk-petrografiska (i Lunds universitets årsskrift, "Centralblatt für Geologie", Geologiska föreningens förhandlingar), omfattande såväl kristalliniska som klastiska bergarter och till betydande del av petrogenetisk natur, dels geologiska, såsom Skrifkritan i Skåne, Baltiska yngre kritans bildningshistoria, Studier öfver Skånes ytskulptur. 1. Odensjön, Finnes en lucka emellan Senon och Danien i Danmark? (alla i Geologiska föreningens förhandlingar ), Berggrundskarta i 1:200 000 öfver södra Skåne med beskrifning (tillsammans med Alfred Elis Törnebohm), Geologischer Führer durch Schonen (1900), Lärobok i geologi för realskolan (1905). Inom hydrografin utgav han Studier öfver Nissans hydrografi (1907). Han skrev de paleozoologiska och mineralogiska artiklarna i andra upplagan av Nordisk familjebok och de geologiska uppsatserna i "Sverige" (utgiven av A. Kempe) samt refererade i "Neues Jahrbuch für Mineralogie" etc. i Sverige utkommande geologisk litteratur (från 1898).